# Yvan Colonna
Yvan Colonna (* 7. April 1960 in Ajaccio auf Korsika; † 21. März 2022 in Marseille) war ein korsischer Nationalist, der wegen der Ermordung des Präfekten des Départements Corse-du-Sud, Claude Érignac, zu lebenslanger Haft verurteilt wurde.

## Jugend
Yvan Colonna wuchs auf Korsika auf, bis sich seine Familie in Nizza niederließ. Sein Vater, Jean-Hugues Colonna (* 1934), war Abgeordneter des Parti socialiste (PS) für das Département Alpes-Maritimes in der französischen Nationalversammlung.
Nach dem Schulabschluss studierte Colonna Sportwissenschaften, um Sportlehrer zu werden. 1981 brach er das Studium ab, kehrte nach Korsika zurück und widmete sich der Ziegenzucht. Später wurde er deshalb von der französischen Presse oft als „Schäfer von Cargèse“ bezeichnet.

## Politisierung und erste Verurteilung
In Korsika schloss Colonna sich einer militanten nationalistischen Gruppierung an, die der Frontu di Liberazione Naziunalista Corsu (FLNC) nahestand. In den 1990er Jahren, als die FLNC in einzelne Gruppen zerfiel, schien er sich von der nationalistischen Bewegung zu distanzieren.
Er wurde wegen „krimineller Vereinsbildung im Zusammenhang mit einer terroristischen Unternehmung“ für den Sprengstoffanschlag auf die Gendarmerie in Pietrosella (Corse-du-Sud) im Jahr 1997 angeklagt. Dabei waren zwei Gendarmen als Geiseln genommen und die Waffe entwendet worden, mit der später der Präfekt Érignac erschossen wurde. Colonna soll bei dem Attentat Wache gestanden haben, dafür wurde er am 20. Juli 2011 verurteilt.

## Die Ermordung des Präfekten Érignac
Am 6. Februar 1998 wurde der Präfekt des Départements Corse-du-Sud, Claude Érignac, in Ajaccio auf offener Straße erschossen. Die verwendete Waffe war 1997 bei dem Angriff auf einen Gendarmerieposten in Pietrosella gestohlen worden.
Im Lauf der anschließenden Untersuchung wurden mehrere Verdächtige verhaftet und verhört, die Colonna der Tat beschuldigten, diese Aussagen jedoch später widerriefen. Bevor die Polizei Colonna verhaften konnte, flüchtete er. Zeitweilig wurde angenommen, er habe sich nach Südamerika abgesetzt; schließlich konnte die Polizei jedoch über Bilder einer Infrarotkamera seinen Aufenthaltsort in den korsischen Bergen nahe Olmeto ermitteln. Er wurde am 4. Juni 2003 verhaftet.
Vom 12. November bis zum 12. Dezember 2007 stand er in Paris vor Gericht. Auf Grund von Indizien wurde er zu lebenslanger Haft verurteilt. Colonna selbst beteuerte während und nach dem Prozess seine Unschuld. Der Prozess wurde von mehreren Menschenrechtsorganisationen beobachtet. Gegen seine Verurteilung reichte Colonna eine Klage beim Europäischen Gerichtshof für Menschenrechte ein, die jedoch als nicht zulässig abgewiesen wurde.
Sein Rechtsanwalt Gilles Simeoni begleitete Colonna fünfzehn Jahre lang als Rechtsbeistand. Simeoni engagierte sich als Politiker (IpC, FaC) und ist seit Dezember 2015 Präsident des Exekutivrats von Korsika. Zuvor war er von 2014 bis Ende 2015 Bürgermeister der Stadt Bastia.

## Inhaftierung
Colonna war acht Jahre lang in Fresnes, dann ein Jahr lang in Toulon inhaftiert. Seit 2013 befand er sich in der Haftanstalt von Arles. Wegen der vermuteten Vorbereitung eines Fluchtversuchs war er von dort für eine kurze Zeit in das Gefängnis von Réau verlegt worden. Colonna war in den Status eines besonders gefährlichen Gefangenen eingestuft. Während seiner Haft heiratete er und wurde Vater eines Kindes.

## Gewaltsamer Tod
Am 2. März 2022 wurde Colonna im Sportraum der Haftanstalt von dem 36-jährigen Mithäftling Franck Elong A., Islamist kamerunischer Abstammung und als höchst gefährlich eingestuft, angegriffen und gewürgt. Laut ersten Auswertungen soll Franck Elong A. auf den Rücken Colonnas gesprungen sein und ihn anschließend über einen Zeitraum von acht Minuten hinweg mit heftigen Schlägen traktiert sowie versucht haben, ihn mit Plastikmüllbeuteln und Handtüchern zu erdrosseln und zu ersticken.
In Bezug auf die Gründe für die Tat erwähnte Franck Elong A. gegenüber der Polizei zwei Gespräche mit Colonna über die Religion. Dabei sagte Colonna auch „Ich spucke auf Gott“. In Polizeigewahrsam erklärte Franck Elong A. „Ich konnte das nicht durchgehen lassen“ und bezeichnete die Aussagen von Colonna als „Blasphemie gegen Gott“.
Franck Elong A. war 2011 als Dschihadist nach Afghanistan gereist, um dort an der Seite von Terrorgruppen zu kämpfen. Nach seiner Gefangennahme durch das US-Militär im Jahr 2012 verbrachte er zwei Jahre im Militärgefängnis Bagram. 2014 wurde er schließlich nach Frankreich zurückgebracht und 2016 zu neun Jahren Haft verurteilt.
Die französische nationale Antiterrorstaatsanwaltschaft PNAT (Parquet national antiterroriste) übernahm die Ermittlungen gegen A., zunächst wegen versuchten Mordes in Verbindung mit einem terroristischen Unterfangen.Nach Colonnas Tod wurde beantragt, diese zu erweitern auf den Tatbestand des Mordes in Verbindung mit einem terroristischen Unterfangen.
Colonna fiel nach dem Angriff ins Koma und wurde in ein städtisches Krankenhaus überführt. Danach kam es auf Korsika zu Ausschreitungen durch korsische Nationalisten, die dem Staat eine Mitschuld an dem Angriff gaben, weil Colonna auf dem Festland inhaftiert worden war. Er starb drei Wochen später im Alter von 61 Jahren in einem Krankenhaus in Marseille, ohne das Bewusstsein wiedererlangt zu haben.
Anlässlich seiner Beerdigung ordnete der korsische Regionalratspräsident Trauerbeflaggung an; Präsident Emmanuel Macron protestierte dagegen.